# Hajducy (film)
Hajducy (rum. Haiducii) – rumuński film płaszcza i szpady z 1966 roku w reżyserii Dinu Cocei. Pierwszy film z serii Haiducii.
Według komunikatu prasowego Uniunii Autorilor și Realizatorilor de Film din România z 2006 roku Hajducy zajmują 8. miejsce na liście najchętniej oglądanych rumuńskich filmów wszech czasów.

## Fabuła
XVIII-wieczna Muntenia. Amza jest hersztem lokalnych hajduków, wyjętych spod prawa banitów walczących z uciskiem rządów fanariotów na Wołoszczyźnie. Po udanym rabunku bojarskiej posiadłości, Amza wraz z towarzyszami wraca do gospody Anity, jego ukochanej. Następnego ranka, w wyniku zdrady przyrodniego brata Amzy – Sârbu hajducy zostają schwytani przez władze, zaś Amza zostaje skazany na dożywotnią pracę w kopalni soli w Teledze. Powodem zdrady był fakt, że Sârbu chciał mieć Anițę dla siebie.
Sârbu spragniony ambicji i bogactwa przystępuje do służby u wojewody zostawszy dowódcą Arnautów. Poślubia też Marię, córkę skarbnika Dudescu, by przejąć jego majątek. Wojewoda chce przedłużyć swoje panowanie, obiecując osmańskiemu wysłannikowi Ahmedowi Paszy, że da mu 1,3 miliona galbenów. W Stambule jest inny pretendent do tronu Wołoszczyzny, który zaoferował milion galbenów. Ahmed Pasza daje mu czas na zebranie obiecanych pieniędzy do Pięćdziesiątnicy, w przeciwnym razie władca straci urząd. Aby jak najszybciej zebrać pieniądze, wojewoda podnosi podatki i domaga się ich pilnego poboru.
W międzyczasie Anița sprzedaje gospodę i kupuje kawiarnię w Bukareszcie. Widząc okazję do zemsty, kupuje długi Sârbu, który przegrał posag Marii w grach karcianych. Sypiając także z bojarem Belivacă otrzymuje plany kopalni w Teledze i przekazuje je zastępcy Amzy – Răspopitulowi. Ten upija popa ojca Ghedeona mającego sprawować w kopalni nabożeństwo Zmartwychwstania i podszywa się pod niego. Przemyca Amzie plany, dzięki czemu ten ucieka z więzienia. Spłukany Sârbu chcąc mieć majątek Dudescu, wie, iż ten pożyczył pretendentowi milion galbenów i informuje o tym wojewodę, który żąda jednak dowodów. Dudescu i Maria zmuszeni są udać się wygnanie do Telegi.
Hajducy wznawiają walkę z nadużyciami bojarów. Spotykają na swej drodze Marię, która informuje o wszelkich przewinieniach Sârbu, w tym wykorzystywania Anițy. Amza w przebraniu greckiego ptasznika dociera do Bukaresztu i jednoczy się z Anițą. Hajducy atakują Arnautów, aby odzyskać zabrany siłą przez Sârbu dobytek ludności. Sprzymierza się z nimi Maria niemogąca pogodzić się z tym, iż Sârbu zmusił Dudescu do oddania mu majątku. Nie mogąc dowiedzieć się, gdzie skupuje się galbeny zbierane dla wojewody, Amza w przebraniu malarza kościelnego i dołącza do Arnautów robiącej postój w kawiarni Anițy. Odkrywa z Anițą, iż galbeny są przechowywane w naftowych beczkach. Arnauci domyślają się podstępu i po pościgu chwytają Anitę, która zostaje wtrącona do lochu w Pałacu Mogoșoaia.
Ahmed Pasza wraz ze swymi janczarami przybywa do Mogoșoaia, by ubiegać się o obiecane pieniądze. Sârbu przynosi worki z pieniędzmi wyjęte z beczek, a kiedy rzuca je na stół, zamiast nich spadają kamyki podmienione wcześniej przez Amzę. Sârbu obawiając się konsekwencji udaje się do lochów, by wymusić od Anițy, gdzie znajdują się galbeny. Tam spotyka się też z przybyłymi hajdukami i Amza staje z nim do pojedynku. Zaciekła walka przenosi się na mury, a Sârbu powieszony na linie dzwonu ginie. Maria wyciąga z kieszeni zmarłego akta własności przekazane przez Dudescu i z satysfakcją je niszczy. Hajducy kontynuują swoją działalność.

## Obsada
- Ion Besoiu – kapitan Amza
- Marga Barbu – Anița
- Amza Pellea – Sârbu
- Elisabeta Jar – Maria
- Toma Caragiu – hajduk Răspopitul
- Florin Scărlătescu – skarbnik Dudescu
- Fory Etterle – fanariocki wojewoda
- Ion Finteșteanu – Ahmed Pasza
- Alexandru Giugaru – bojar Hristea Belivacă
- Marin Moraru – hajduk Dascălu
- Mircea Sîntimbreanu – hajduk Zdrelea
- Constantin Guriță – hajduk Duduveică
- Ileana Buhoci-Gurgulescu – Fira
- Jean Constantin – Parpanghel
- Colea Răutu – Arnaut
- Nucu Păunescu – Arnaut Cârstea
- Gheorghe Novac – niemowa
- Mircea Bogdan – ojciec Ghedeon
- Mircea Balaban
- Haralambie Polizu – bojar
- Dodi Caian – dama Marghiolița Belivacă
- Ernest Maftei – hajduk Sâncu
- Aurel Rogalschi – lichwiarz
- Draga Olteanu Matei – żona Zdrelei
- Ștefan Bănică – hajduk Scarlat
- Aimée Iacobescu – śpiewaczka w kawiarni

## Produkcja

### Scenariusz i preprodukcja
15 października 1962 roku scenarzyści Eugen Barbu, Nicolae Mihail i Mihai Opriș zakończyli pisanie scenariusza pt. Amza haiducul (pol. Amza hajduk). Rok później scenariusz został zatwierdzony przez Comitetul de Stat pentru Cultură și Artă. Na reżysera wyznaczono Dinu Coceę, dla którego był to debiut reżyserski. Film wszedł do produkcji 1 grudnia 1964 roku.
Zdjęcia trwały między 1 lipca a 31 października 1965 roku; plenery kręcono w Slănic Prahova i Sinaia, a wnętrza w Mogoșoaia, Golești i Buftei. Niektóre sekwencje nakręcono w Pałacu w Mogoșoaia oraz w klasztorze Suzana w Mânăstirea Suzana, gdzie zakonnice zakwaterowały ekipę filmową za darmo i przyrządzały jedzenie dla aktorów i personelu technicznego, za zgodą Rumuńskiego Kościoła Prawosławnego. Wykorzystano scenografię zbudowaną przez francuskiego scenografa Georgesa Walkhewitcha do koprodukcji francusko-rumuńskiej Wojenka, wojenka.
Concea zauważył, że wszystkie konie dostępne dla Studioul Cinematografic București zostały przydzielone Sergiu Nicolaescu do rumuńsko-francuskiej koprodukcji Walecznych przeciw rzymskim legionom. Konie występujące filmie Hajducy zostały pozyskane dzięki wsparciu szefa Securitate z regionu Ploeszti. Wykorzystując jego zamiłowanie do alkoholu, Concea uzyskał zgodę na używanie przez kilka dni koni, którymi dysponowały tamtejsze służby bezpieczeństwa, do tropienia antykomunistycznych bojowników w górach Bucegi.

### Casting
Rolę Amzy pierwotnie otrzymał Emanoil Petruț, ale podczas kręcenia filmu uległ wypadkowi. Podczas zdjęć w klasztorze Suzana Petruț spadł z konia, gdy zwierzę przestraszone przez trzmiele nagle podskoczyło. Noga aktora zaplątała się w strzemię, a Petruț mocno uderzył się w głowę. Reżyser musiał go zastąpić Ionem Besoiu, choć uważał go za mało nadającego się do roli wyjętego spod prawa banity. „Potrzebowałem bardziej zaniedbanej postaci” – powiedział w wywiadzie z Roxaną Vasile.
W tym czasie aktor Jean Constantin występował jedynie w Teatrze Fantasio w Konstancy. Zdając sobie sprawę z komediowego potencjału aktora, Dinu Cocea stworzył specjalnie dla niego postać Cygana Parpanghela. W tym filmie zadebiutowała wówczas 19-letnia aktorka Aimée Iacobescu, która zagrała potem Ralu w trzech ostatnich filmach serii. Została zauważona przez Coceę w Sinaia, gdy szła ulicą z matką. Dwie kobiety zostały zatrzymane przez reżysera, który dał dziewczynie rolę w filmie.

### Postprodukcja
Po wstępnym obejrzeniu nakręconego materiału pojawiły się głosy niezadowolenia z tego, Iż w niektórych miejscach pojawiają się księża, kościoły i pieśni religijne. Na co Cocea odpowiedział: „To jest historia”. Następnego dnia reżyser otrzymał telefon i dowiedział się, że Nicolae Ceaușescu, sekretarz generalny Rumuńskiej Partii Komunistycznej poprosił o obejrzenie filmu. Tym samym Ceaușescu był pierwszym widzem Hajduków. Jak przekazał Cocei kinooperator, Ceaușescu po seansie powiedział: „Tak, ale co masz z tym filmem, bo mi się podobał. Twórz więcej takich filmów”.
Hajducy zostali nakręceni na czarno-białej taśmie o długości 2080 metrów użytkowych. Standardowa kopia została sfinalizowana 30 grudnia 1965 roku. Koszty produkcji wyniosły ok. 4,7 mln lei.

## Premiera
Premiera Hajduków odbyła się 21 kwietnia 1966 w Kinie Patria w Bukareszcie.
Film był dystrybuowany za granicą w 1966 roku na podstawie umowy, zawartej z francuską firmą Franco-London Film, reprezentowanej przez Henry’ego Deutschmeistera, francuskiego producenta żydowskiego pochodzenia. Kontrakt przewidywał 15-letnią eksploatację filmu, ale po 12 latach Franco-London Film poinformował stronę rumuńską, że film nigdzie nie został sprzedany.

## Odbiór

### Premiera i frekwencja kinowa
Hajducy odnieśli wielki sukces w rumuńskich kinach. W pierwszym dniu emisji kinowej sprzedano 25 tys. biletów. Reżyser stwierdził, że publiczność wstała i biła brawo, gdy śpiewano piosenkę „Hristos a înviat”. Hajduków obejrzało 8,9 widzów, tym samym zajmując 8. miejsce w liście najchętniej oglądanych filmów rumuńskich wszech czasów.

### Recepcja krytyczna
Analizując ewolucję rumuńskiej kinematografii w latach 1950–1975 w opracowaniu Un sfert de veac de film românesc z 1975 roku, krytyczka Ecaterina Oproiu uważa, że filmy o hajdukach podążały za modelem filmów płaszcza i szpady, do czego dodawano specyficzne elementy narodowe. Pisała: „W okolicach »epopei narodowej« rozwija się spektakl, który nie rezygnując z walorów edukacyjnych, stawia na rozrywkę i niechętnie przejmuje metody filmu płaszcza i szpady, barwiąc go narodowymi farbami. Najbardziej znaczącym tytułem jest Haiducii, bardzo popularna seria opowiadająca o odwadze wołoskich »pardaillani«, muszkieterów szukających sprawiedliwości na własną rękę, którzy „zabierają bogatym, aby dać biednym”, straszą ciemiężców, a potem wycofuję się do lasu, pozostawiając po sobie legendy, łzy w kobiecych oczach, echa skrzypkowych zabaw i ich wieloletnią filozofię: »Niech wszyscy żyją, tylko my nie możemy umrzeć!«”.
Rumuński krytyk filmowy i dziennikarz Călin Căliman uważał, że cykl z banitami ma „atrakcyjną i dobrze wyartykułowaną intrygę”, motywy ludowe i malownicze postaci. Stworzył kilka pamiętnych kreacji aktorskich, w tym Răspopitula granego przez Tomę Caragiu i Anițę graną przez Margę Barbu, porównywaną przez krytyka do Markizy Angeliki, słynnej wówczas francuskiej postacią filmowej. Wedle niego film „złapał” publiczność, powodując, że powstały sequele.
Krytyk Tudor Caranfil przyznał filmowi trzy gwiazdki na pięć i tak skomentował: „Najlepszy odcinek serii napisany przez Eugena Barbu (...) z humorem bałkańskich slumsów i smutną biedą folkloru skupionego w muzyce Mircey Istrate (...). Niezwykły jest motyw wiszenia symbolizowany klatką z Amzą w kopalni soli na początku i kołysaniem powieszonego Sârbu na końcu. Sukces wśród publiczności naznaczony prawie dziewięcioma milionami biletów w kasach”.
Analizując ten film, Andrei Gorzo kategoryzował Hajduków jako film o wielu cechach, podsumowując go następująco: „Hajducy mają krew w żyłach i szybkość, ma (dzięki życzliwości Margi Barbu) erotyczną temperaturę znacznie powyżej średniej, ma atmosferę poważnego zagrożenia (inspirowaną przez Amzę Pelleę z jego pozycji czarnego charakteru), ma nawet trochę blask (ze względu na obecność Tomy Caragiu) – wreszcie należy uznać go za naprawdę popularny film”.

## Nagrody
Film Cocei zdobył nagrodę Pierwszej Opery oraz Nagrodę Muzyczną na Narodowym Festiwalu Filmowym w Mamai.
W 1971 roku seria Haiducii (Hajducy, Porwanie dziewic oraz Zemsta hajduków) została trzykrotnie przez Asociației Cineaștilor din România: Eugen Barbu za scenariusz do Facerea lumii, Hajduków i serialu telewizyjnego Urmărirea ex aequo z Titusem Popovicim, Marga Barbu za występ kobiecy w Hajdukach, Urmărirea i Facerea lumii ex aequo z Ioaną Bulcă i Iriną Petrescu, zaś Hortensia Georgescu za kostiumy do serii Haiducii i filmu Michał Waleczny.